# Claudio Capponi
Claudio Capponi (Roma, 20 maggio 1959) è un violista e compositore italiano.

## Biografia
Claudio Capponi è un musicista italiano. È violista, compositore e produttore musicale. Ha studiato presso il Conservatorio Santa Cecilia a Roma, diplomandosi con il massimo dei voti e la lode. È stato prima viola solista nelle più importanti orchestre italiane, tra cui l'Orchestra dell'Accademia Nazionale di Santa Cecilia, l'orchestra del Teatro dell'Opera di Roma, l'orchestra del Teatro di San Carlo di Napoli, suonando con illustri direttori quali Leonard Bernstein, Claudio Abbado, Lorin Maazel, Riccardo Muti, Carlo Maria Giulini e Giuseppe Sinopoli.
Come camerista, ha suonato con I Musici, I Virtuosi di Roma, il Complesso da camera di Santa Cecilia, l'Orchestra da camera di Santa Cecilia, il Quartetto Filarmonico di Roma e ha partecipato a numerose tournée internazionali nei teatri più famosi, quali l'Accademia Musicale Chigiana a Siena e il Mozarteum di Salisburgo, con solisti come Mstislav Leopol'dovič Rostropovič e Uto Ughi.
È compositore di colonne sonore per il cinema e la televisione.
È produttore di musica commerciale per TV, commercials, etc.
Ha inciso per le etichette Deutsche Grammophon, EMI, Philips, Sony e BMG.
In Italia ha insegnato presso i Conservatori di Roma, Pescara e Terni.
Ha inoltre preso parte a numerose tournée rock/pop nazionali e internazionali con Angelo Branduardi (La Carovana del Mediterraneo), Riccardo Cocciante, Richie Havens e Stephen Stills.
Perpetuando una tradizione familiare di liutai, nel 2014 fonda LIUTALY, start-up  dedicata all'ideazione e produzione dei Violini "iV" e Violoncelli "iC", strumenti ad arco di nuova concezione che integrano e interagiscono con recenti tecnologie, smartphone e tablet, per la produzione di sonorità alternative.

## Filmografia
Nel mondo del cinema, Claudio Capponi ha composto le colonne sonore dei seguenti film:

### Cinema
- Italia-Germania 4-3, regia di Andrea Barzini (1990)
- La bocca, regia di Luca Verdone (1990)
- La valle di pietra, regia di Maurizio Zaccaro (1992)
- La fine è nota, regia di Cristina Comencini (1993)[4]
- Storia di una capinera, regia di Franco Zeffirelli (1993)[5]
- L'Articolo 2, regia di Maurizio Zaccaro (1994)
- Croce e delizia, regia di Luciano De Crescenzo (1995)
- Jane Eyre, regia di Franco Zeffirelli (1996)[6]
- Va' dove ti porta il cuore, regia di Cristina Comencini (1996)
- Nečista krv, regia di Stojan Stojcic (1996)
- Cervellini fritti impanati, regia di Maurizio Zaccaro (1996)
- The Fever, regia di Carlo Gabriel Nero (2004)
- Harry's Bar, regia di Carlotta Cerquetti (2015)

### Televisione
- E non se ne vogliono andare!, regia di Giorgio Capitani - miniserie TV (1988)
- E se poi se ne vanno?, regia di Giorgio Capitani - miniserie TV (1989)
- Toscana, regia di Franco Zeffirelli - documentario (1992)[7]
- Dio vede e provvede - serie TV (1996)
- La mia casa in Umbria (My House in Umbria), regia di Richard Loncraine - film TV (2003)
- Russia/Chechnya Voices of Dissent, regia di Carlo Gabriel Nero - documentario (2005)[8]
- Adelante Petroleros! L'oro nero dell' Ecuador, regia di Maurizio Zaccaro - documentario (2013)

## Teatro
La sua carriera teatrale comprende le musiche originali per "Sei personaggi in cerca d'autore", regia di Franco Zeffirelli.

## Televisione
Claudio Capponi è l'autore delle sigle di numerosi cortometraggi, jingle e spot quali Telecom Italia, Enel e Alfa Romeo.